# Dibothriocephalus latus
Espèce
Synonymes
- Taenia lata Linnaeus, 1758 (protonyme)
- Diphyllobothrium latum (Linnaeus, 1758)

Le ténia du poisson (Dibothriocephalus latus, anciennement Diphyllobothrium latum), est une espèce de cestodes causant la dibothriocéphalose (anciennement diphyllobothriose, ou même bothriocéphalose). Ce parasite a pour hôte définitif différents mammifères (dont l'homme), qui s'infestent par la consommation de poisson cru ou mal cuit, eux-mêmes parasités par la consommation de crustacés (tels les copépodes) ayant ingéré les œufs présents dans les fèces d'un hôte définitif.

## Histoire
Des œufs de D. latus ont été identifiés dans des coprolithes humains du néolithique de l'ancien et du nouveau monde,. Ils sont aussi retrouvés sur des sites de l'âge du Bronze et d'Europe médiévale, ce qui montrerait la permanence de pratiques culinaires à base de poissons crus ou peu cuits.
Les vers plats de grande taille sont connus dès l'Antiquité et mentionnés dans les principaux traités médicaux (papyrus Ebers, Corpus hippocratique, Celse, Avicenne...). Ils sont toutefois confondus entre eux et seulement différenciés des vers ronds.
Le médecin suisse Félix Plater (1536-1614) aurait été le premier auteur à distinguer D. latus des autres vers plats ou ténias, au début du XVIIe siècle.  Il donne aussi une première description de la maladie chez l'homme. 
Une première illustration (mais sans le scolex) est celle de Nicolas Andry en 1718. La morphologie précise de ces vers en anneaux détachables ou proglottis est le fait d'un autre suisse, le naturaliste Charles Bonnet en 1750, quoique l'illustration de cette publication indique plutôt un scolex de ténia, erreur qu'il corrigea lui-même en 1777.
Vers le milieu du XVIIIe siècle, par les observations du médecin finlandais Herman Spöring le vieux (de) (1701-1747), il est acquis que la présence de D. latus chez l'homme est en rapport avec un régime alimentaire à base de poissons. Mais le cycle parasitaire reste méconnu du fait de sa complexité (trois hôtes successifs : copépode, poisson, humain). Ce cycle ne sera complètement élucidé qu'au début du XXe siècle, en trois étapes marquantes :
- En 1790, le danois Peter Christian Abildgaard (1740-1801) découvre dans les intestins de l'épinoche des vers plats qui ressemblent à ceux qui se retrouvent chez les oiseaux aquatiques piscivores.
- En 1881, l'allemand Maximilian Braun (en)(1850-1930) démontre que les vers plats non segmentés retrouvés chez le brochet et autres poissons sont des formes larvaires de Diphyllobrothium, il le démontre en infectant des chiens, puis l'homme en 1882.
- En 1917, deux savants polonais travaillant en Suisse,  Constantin Janicki (pl)(1876-1932) et Felix Rosen, démontrent le rôle des copépodes dans le cycle parasitaire : les œufs de D. latus sont ingérés par ces petits crustacés lesquels sont avalés par les poissons.

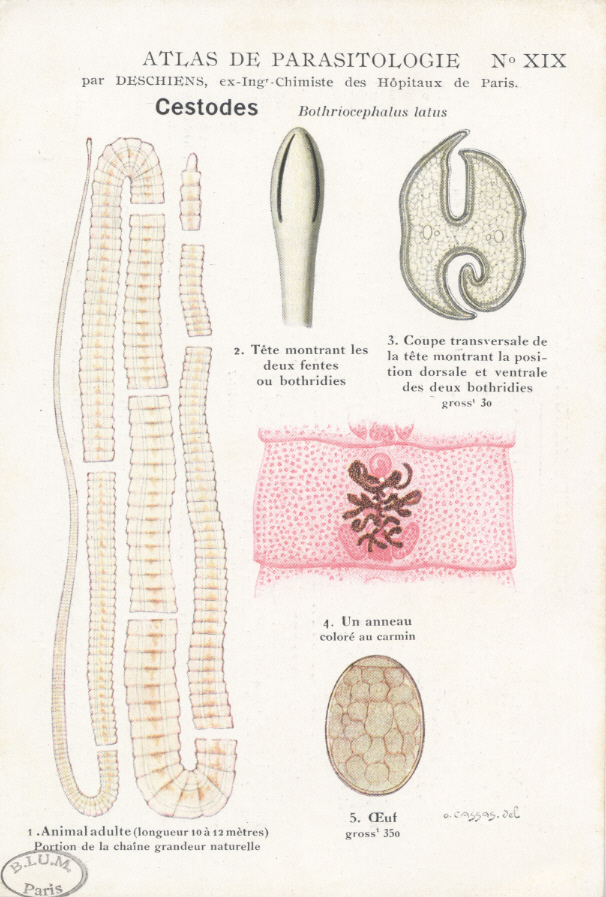
D. latum dans lAtlas de parasitologie de Victor Deschiens (1849-1930), Paris, 1901.

## Morphologie
Dibothriocephalus latus  est le plus grand des cestodes humains, avec une taille moyenne de 2 à 8 mètres mais qui peut dépasser les 15 mètres, et exceptionnellement aller jusqu'à 20 mètres,.
Sa « tête » ou scolex mesure de 1 à 5 mm. Il a une forme de massue portant deux fentes allongées faisant office de ventouse, appelées bothridies. Le cou est court et grêle.
Le corps ou strobile est composé de plusieurs centaines de segments ou proglottis, de forme trapézoïde plus larges que hauts. Ces segments, qui peuvent atteindre le nombre de 4 000, sont hermaphrodites avec un orifice génital médio-ventral. Les segments mûrs portent en leur centre une tache noirâtre qui est un utérus rempli d'œufs. 
L'adulte demeure dans la partie moyenne de l'intestin grêle, où il peut vivre plus de dix ans. Ce n'est pas un « ver solitaire », des sujets pouvant être polyparasités par plusieurs dizaines d'individus.
L'œuf est brun, ovoïde, long de 60-70 μm et large de 40-45 μm, présentant un opercule à un pôle. L'œuf est non-embryonné à la ponte, il contient le zygote proprement dit et des cellules vitellines.

## Cycle évolutif
Les œufs sont pondus dans la lumière intestinale de l'hôte définitif, et éliminés dans les selles au nombre de plusieurs millions par jour. Les anneaux vidés de leurs œufs se désagrègent et sont évacués sous la forme de débris non identifiables. Cependant, il est possible de retrouver des fragments de chaînes d'anneaux.
Pour que l'œuf évolue et se segmente, il faut qu'il tombe dans de l'eau douce à une température favorable. Il devient alors embryon en 10 à 14 jours. À la température de + 1° C, l'œuf peut rester vivant plusieurs mois, mais sans évoluer.
Lorsque le développement de l'embryon est terminé, l'opercule de l'œuf se soulève, et il en sort un embryon hexacanthe ou coracidium, portant des cils vibratiles pour se déplacer. Ces coracidiums sont la proie de crustacés minuscules, les copépodes (comme les cyclops). Dans un cyclops, le coracidium évolue en deux semaines environ pour devenir un procercoïde, d'environ 0,5 mm de long avec un appendice globuleux.
Lorsque le crustacé est avalé par un petit poisson (gardon par exemple), le procercoïde migre dans les viscères ou les muscles de son nouvel hôte où il se transforme en plérocercoïde, qui est la forme larvaire infestante, de 1 à 2 cm de long, présentant des bothridies et un début de segmentation. Les plérocercoïdes peuvent se retrouver chez les poissons prédateurs des précédents, carnassiers d'eau douce comme le brochet, la perche ou la lotte d'eau douce. 
Lorsque ces poissons sont consommés par un hôte favorable, humain ou autre mammifère (chien, chat, renard, porc, ours, phoque...), la larve infestante se fixe à la muqueuse du grêle pour devenir adulte en 5 à 6 semaines. La taille de l'adulte s'adapte à celle de son hôte (plusieurs mètres chez l'homme, moins d'un mètre chez le chat),. 
L'humain s'infeste en consommant du poisson cru ou mal cuit (les larves sont détruites à plus de 50° C). Les personnes préparant des plats traditionnels tels que le Gefilte fish seraient les plus infestées car elles goûtent le poisson émincé avant de le faire cuire, de même pour les pêcheurs qui consomment des abats crus de divers poissons.

## Répartition géographique
Classiquement, la répartition géographique s'explique par les modalités du cycle. L'infestation par D. latum se retrouve dans les régions de lacs en zone tempérée ou froide de l'hémisphère nord. Elle se voit surtout dans les pays riverains de la mer du Nord et de la mer Baltique ; en Europe, autour des lacs alpins de Suisse et d'Italie, elle est rare en France sauf près de la frontière suisse. À l'est, l'aire de répartition englobe le delta du Danube,  l'ex-URSS, le Japon, et l'Amérique du nord. 
Des cas sont aussi rapportés dans des pays chauds (en Israël autour du Lac de Tibériade) et dans l'hémisphère sud (Afrique, Amérique du Sud, Australie...). 
Bien que peu connue du grand public et des médecins, cette parasitose est en expansion, probablement liée à des modifications des habitudes alimentaires par la mondialisation et aux nouvelles techniques de surgélation et refroidissement rapide.  